# Huppy
Huppy is een gemeente in het Franse departement Somme (regio Hauts-de-France) en telt 694 inwoners (1999). De plaats maakt deel uit van het arrondissement Abbeville.

## Geografie
De oppervlakte van Huppy bedraagt 10,7 km², de bevolkingsdichtheid is 64,9 inwoners per km².
De onderstaande kaart toont de ligging van Huppy met de belangrijkste infrastructuur en aangrenzende gemeenten.

## Demografie
Onderstaande figuur toont het verloop van het inwonertal (bron: INSEE-tellingen).